# Lapyruta fasciventris
Lapyruta fasciventris är en tvåvingeart som beskrevs av Samuel Wendell Williston  1896. Lapyruta fasciventris ingår i släktet Lapyruta och familjen platthornsmyggor. Inga underarter finns listade i Catalogue of Life.